# Manic Miner

Écran animé de chargement de Manic Miner

Manic Miner est un jeu vidéo de plateforme datant de 1983, initialement conçu pour le ZX Spectrum par Matthew Smith.

## Synopsis
Le but du jeu consiste à récupérer des objets dans 20 cavernes avant que le taux d'oxygène n'atteigne zéro.

## Système de jeu

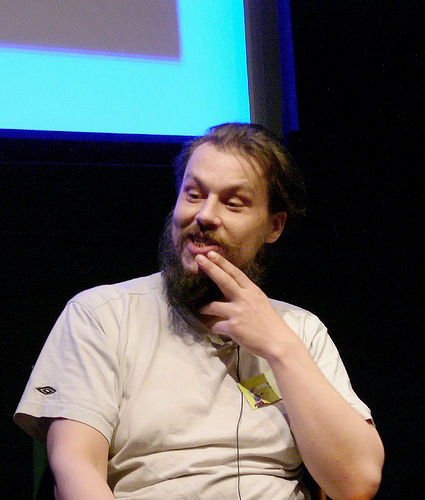
Matthew Smith, le créateur de jeu Manic Miner et Jet Set Willy, à Nottingham, au Royaume-Uni

Dans une mine à l'ambiance mystérieuse, le joueur doit aider Willy à trouver tous les objets de chaque caverne avant de rejoindre la porte de sortie, ceci avant que le compte à rebours qui indique le niveau d'oxygène restant soit atteint. Des ennemis mobiles ou fixes viennent empêcher la progression de Willy. Le sol peut s'effondrer par endroits et des tapis roulant compliquent le déplacement. Le score est établi en fonction de l'oxygène restant.

## Liste des niveaux[3]
- 1. Central Cavern
- 2. The Cold Room
- 3. The Menagerie
- 4. Abandoned Uranium Workings
- 5. Eugene's Lair
- 6. Processing Plant
- 7. The Vat
- 8. Miner Willy meets the Kong Beast
- 9. Wacky Amoebatrons
- 10. The Endorian Forest
- 11. Attack of the Mutant Telephones
- 12. Return of the Alien Kong Beast
- 13. Ore Refinery
- 14. Skylab Landing Bay
- 15. The Bank
- 16. The Sixteenth Cavern
- 17. The Warehouse
- 18. Amoebatrons' Revenge
- 19. Solar Power Generator
- 20. The Final Barrier

## Portages

### Officiels
- Commodore 64 1983[4]
- Commodore 16[5]
- Amstrad CPC 1984[6]
- BBC Micro[7]
- Dragon 32/64 1984[8]
- Commodore Amiga 1990[9]
- Oric 1 1985[10]
- Oric Telestrat 1987[11]
- Game Boy Advance (Sortie France : 26 juillet 2002)[12]
- MSX 1984[13]
- SAM Coupé 1992[14]
- téléphone mobiles.

### Non officiels
- IBM PC compatibles (Windows, DOS et Linux)
- Apple Macintosh
- Atari ST
- ZX81 2003
- Sony PlayStation
- Nintendo 64
- Neo Geo Pocket Color
- Acorn Archimedes
- Orao
- Z88
- PMD 85
- HP48
- Microsoft Zune